# Songbird (composición)
«Songbird» es una canción interpretada por el saxofonista estadounidense Kenny G. Fue publicada en marzo de 1987 como el tercer y último sencillo de su cuarto álbum de estudio Duotones.

## Posicionamiento

### Gráfica semanal
| Gráfica (1987)                                           | Pico de posición |
| -------------------------------------------------------- | ---------------- |
| Alemania (Official German Charts)                        | 53               |
| Canadá (RPM 100 Singles)                                 | 19               |
| Estados Unidos (Billboard Adult Contemporary)            | 3                |
| Estados Unidos (Billboard Hot 100)                       | 4                |
| Estados Unidos (Billboard Hot R&B/Hip-Hop Songs)         | 23               |
| Estados Unidos (Cash Box Top 100 Singles)                | 4                |
| Estados Unidos (Cash Box Top Black Contemporary Singles) | 38               |
| Irlanda (Irish Singles Chart)                            | 10               |
| Nueva Zelanda (Recorded Music NZ)                        | 22               |
| Países Bajos (Nederlandse Top 40)                        | 25               |
| Países Bajos (Single Top 100)                            | 27               |
| Reino Unido (UK Singles Chart)                           | 22               |

### Gráfica de fin de año
| Gráfica (1987)                               | Pico de posición |
| -------------------------------------------- | ---------------- |
| Estados Unidos (Billboard Hot 100)           | 55               |
| Estados Unidos (Cash Box Top 50 Pop Singles) | 26               |

## Certificaciones y ventas
| País                  | Certificación | Ventas  |
| --------------------- | ------------- | ------- |
| Estados Unidos (RIAA) | Oro           | 500,000 |